# 34815 Wongfaye
34815 Wongfaye è un asteroide della fascia principale. Scoperto nel 2001, presenta un'orbita caratterizzata da un semiasse maggiore pari a 2,598429 UA e da un'eccentricità di 0,086535, inclinata di 5,099585° rispetto all'eclittica.
Wang Fei è una cantautrice e attrice cinese. Cantante iconica, la sua voce unica e la sua visione artistica hanno travalicato i confini, ispirando milioni di persone. In Occidente è forse più nota per aver recitato nei film Chungking  Express (1994) e 2046 (2004) di Wong Kar-wai.